# Better Than I Know Myself
Better Than I Know Myself è un brano del cantante statunitense Adam Lambert, pubblicato come primo singolo del suo secondo album in studio, Trespassing, in uscita nel marzo 2012. Il singolo, scritto insieme a Claude Kelly, è stato pubblicato il 20 dicembre 2011 e mandato in rotazione radiofonica negli Stati Uniti dal 24 gennaio 2012.

## Composizione
Il 5 dicembre 2011 l'etichetta discografica di Lambert, la RCA, annunciò che il brano Better Than I Know Myself sarebbe stato il primo singolo del nuovo album dell'artista. Il giorno seguente il brano fu pubblicato per intero online e reso disponibile su iTunes dal 20 dicembre.

Better Than I Know Myself è un brano elettropop. La base è formata da un battito martellante di basso, una tastiera con uno sfondo di sintetizzatori.

## Tracce
iTunes
1. Better Than I Know Myself – 3:36

## Classifiche
| Paese       | Posizione massima |
| ----------- | ----------------- |
| Finlandia   | 6                 |
| Giappone    | 9                 |
| Stati Uniti | 76                |